# Edmund Heusinger von Waldegg
Edmund Heusinger von Waldegg (n. 12 mai 1817 la Langenschwalbach - d. 2 februarie 1886 la Hanovra) a fost un inginer mecanic german, pionier al căilor ferate. A realizat mai multe inovații în acest domeniu, printre care un dispozitiv de distribuție cu valvă care îi poartă numele și este utilizat la locomotivele cu abur.